# Manus van Diermen
Hermanus „Manus” van Diermen (ur. 26 września 1895 w Baarn, zm. 14 października 1946) – piłkarz holenderski grający na pozycji napastnika. W swojej karierze rozegrał 5 meczów w reprezentacji Holandii.

## Kariera klubowa
W swojej karierze piłkarskiej van Diermen grał w klubie Blauw-Wit Amsterdam.

## Kariera reprezentacyjna
W reprezentacji Holandii van Diermen zadebiutował 5 kwietnia 1920 roku w wygranym 2:0 towarzyskim meczu z Danią, rozegranym w Amsterdamie. Od 1920 do 1921 roku rozegrał w kadrze narodowej 5 meczów.